# Sahitya Akademi Golden Jubilee Prize
Sahitya Akademi Golden Jubilee Prize sind besondere Auszeichnungen, die Sahitya Akademi anlässlich ihres goldenen Jubiläums für herausragende literarische Werke in Übersetzungen aus indischen Sprachen sowie für junge Talente und literarische Lebensleistungen in anerkannten indischen Sprachen vergibt. Die Preise wurden erstmals 2004 bekannt gegeben.

## Liste der Gewinner
- Rana Nayar
- Tapan Kumar Pradhan
- Paromita Das
- Namdeo Dhasal
- Ranjit Hoskoté
- Mandakranta Sen
- Abdul Rasheed
- Sithara S.